# Данило Жерјал
Данило Жерјал (Дутовље, Сежана, 11. фебруар 1919 — Каракас, 28. август 1984) касније познат као Данијел Сереали (шп. Daniel Cereali) био је југословенски и венецулански атлетски репрезентативац. Такмичио се у техничким дисциплинама бацању диска и кладива.

## Спортска биографија
Даанило Жерјал по пореклу је Словенац, рођен је у тадашњој Краљевини Италији, јер се Сежане налазила у њеном саставу. По завршетку Другог светског рата налазио се у ЈНА у Београду, и као члан екипе ЈНА 1945 учествује на 1. послератном Првенству Југославије у атлетици. Такмичио се у бацању диска и победио. (44,04 м). И истој дисциплини, сада као члан АК Партизан пет следећих првенстава осваја прво место: 1946. (46,69 м); 1947. (47,25); 1948. (45,78 м); 1949. (47,95 м) и 1950. (46,82 м).
Поред бацања диска такмичио си и у бацању кладива. У овој дисциплини није био успешан као са диском.
Са екипом Партизана четвороструки је првак Југославије 1947—1950 године.
Као репрезентативац Југославије учествовао је на Летњим олимпијским играма 1948. у Лондону где је заузео 16 место. Југославију је представљао и на два Европска првенства. У Ослу 1946. био је 10. са 44,31 м, а 1950. у Бриселу 9. са 45,92 метра.
Касније одлази у Венецуелу, узима њено држављансто и такмичио се за њену репрезентацију као Данијел Сереали. Учествовао је на Панамеричким играма у Чикагу 1959. и завршио као шести у бацању кладива, а осми у бацању диска. На првенству Централне Америке и Кариба, освојио је прва места у обе дисциплине 1959 у Каракасу, а 1962. у Кингстону у диску је био трћи, а кладиву други.
На Боливарским играма 1961. у Баракиљи победио је у бацању кладива, а био трећи у диску. Имао је 46 година када је Боливарским играма 1965. у Киту поново победио у бацању кладива.
Умро је у Каракасу 1984. у 65. години.

## Значајнији резултати
| Година      | Такмичење                            | Домаћин                      | Пласман     | Дисциплина  | Резултат    |
| Југославија | Југославија                          | Југославија                  | Југославија | Југославија | Југославија |
| ----------- | ------------------------------------ | ---------------------------- | ----------- | ----------- | ----------- |
| 1946        | Европско првенство                   | Осло, Норвешка               | 10.         | диск        | 44,31       |
| 1948        | Олимпијске игре                      | Лондон, Уједињено Краљевство | 16.         | диск        | 68,82       |
| 1950        | Европско првенство                   | Брисел, Белгија              | 9.          | диск        | 45,92       |
| Венецуела   |                                      |                              |             |             |             |
| 1959.       | Панамеричке игре                     | Чикаго, САД                  | 8.          | диск        |             |
| 1959.       | Панамеричке игре                     | Чикаго, САД                  | 6.          | кладиво     |             |
| 1959.       | Првенство Централне Америке и Кариба | Каракас, Венецуела           | 1.          | диск        | 44,95       |
| 1959.       | Првенство Централне Америке и Кариба | Каракас, Венецуела           | 1.          | кладиво     | 51,17       |
| 1961        | Јужноамеричко првенство              | Лима, Перу                   | 1.          | кладиво     | 52,55       |
| 1961        | Боливарске игре                      | Баранкиља, Колумбија         | 1.          | кладиво     | 50,43       |
| 1961        | Боливарске игре                      | Баранкиља, Колумбија         | 3.          | диск        |             |
| 1962.       | Првенство Централне Америке и Кариба | Кингстон, Јамајка            | 3.          | диск        | 46,97       |
| 1962.       | Првенство Централне Америке и Кариба | Кингстон, Јамајка            | 2.          | кладиво     | 52,85       |
| 1963        | Јужноамеричко првенство              | Кали, Колумбија              | 1.          | кладиво     | 56,07 РЈАП  |
| 1963        | Јужноамеричко првенство              | Кали, Колумбија              | 2.          | диск        | 47,85       |
| 1965        | Боливарске игре                      | Кито, Еквадор                | 1.          | кладиво     | 51,89       |